# Ситник загостренопелюстковий
{{#ifeq:0|0|{{#if:|{{#if:Juncusacutiflorus|[[]}}|}}}}
Ситник гостроцвітий (Juncus acutiflorus) — багаторічна трав'яна рослина з роду ситник .   

## Опис
Рослини 20–110 см заввишки, з повзучими товстими кореневищами з довгими міжвузлями (0,5–1,5 см). Стебла прямі, округлі, гладенькі або слабко борозенчасті. Листки циліндричні, з поперечними перетинками, 5–50 см завдовжки. Приквітковий листок коротший, рідше рівний або перевищує суцвіття. Суцвіття зонтикоподібні або волотеподібні, з 30–80(250) переважно (3)5–10(20)-квіткових пучків. Листочки оцвітини яйцеподібні, загострені, відігнуті на верхівці, каштанові, при основі зеленуваті або світло-коричневі, нерівні між собою, зовнішні 1,5–2,5 мм завдовжки, внутрішні довші, (1,8)2,0–2,8 мм завдовжки. Тичинок 6. Маточка 1. Плід — коробочка, (2,3)2,5–3,5(4,0) мм завдовжки, каштанового кольору, на верхівці з витягнутим носиком. Насінини яйцеподібні або еліптичні, 0,4–0,7 мм завдовжки, коричневі, без придатків.

## Екологія та середовище проживання
Рослина росте на кислих ґрунтах на заболочених місцях. В Україні надзвичайно рідкісна рослина. Наразі достеменно відома тільки з одного невеличкого болота у Закарпатській області.    